# 楊石城
楊石城（1962年8月2日—2020年11月17日），臺灣基隆市人，中華民國無黨籍政治人物、前中國國民黨黨員。中國文化大學觀光系畢業，是奧林匹克運動器材量販店負責人，曾任第17屆基隆市仁正里里長、第16至19屆基隆市議員。2020年11月17日，因胰臟癌逝世，享年58歲。

## 生平

### 早年
楊石城出生於台灣基隆市，小時候常須幫忙養豬、砍柴、種田等工作，求學時期選擇就讀中國文化大學，並於該校觀光系取得學士學位，服兵役時在海軍新兵訓練中心擔任教育班長，退伍後開店做生意，曾是海軍軍艦福利社供應商、運動器材量販店負責人。

### 參與政治
2002年以親民黨參選，落敗。2005年起，連續4屆參選基隆市議員，皆勝選。2014年選舉時更以8,120票、得票率31.96%奪得該區榜首，曾於任職市議員期間，開辦免費機車考照訓練班，輔導外籍配偶及不識字者考取駕照。
2005年以親民黨籍參選成功當選，2009、2014年以國民黨籍參選成功當選，2015年因不滿國民黨基隆市選區立委提名方式，選擇退黨並加入民國黨，代表該黨參選2016年第9屆基隆市第1選區立法委員，因而被戲稱狀似呂布，三屆三黨，此次選舉拿下1萬9,045票，未能挑戰成功，而國民黨候選人郝龍斌也以6萬8,632票成績落敗。
2014年涉及基隆市議長黃景泰弊案而遭調查，2015年網民於PTT上公佈收賄案而遭楊石城提告，2016年檢方裁定不起訴因而遭楊石城批評。
2019年3月，以國會政黨聯盟黨籍宣布參選2020年第10屆基隆市選區立法委員，主要對手為民進黨籍現任立委蔡適應，國民黨籍候選人宋瑋莉，提出訂立特殊港灣專法、翻新老舊建築等政見，強調此次參選是為地方百姓打拼，盼能爭取韓國瑜支持者的認同，選舉結果獲得1萬8,942票、得票率8.61%，相比上一次屆選舉不增反減，挑戰再次失敗。

## 個人生活
他喜歡閱讀國外運動雜誌並對健身很感興趣，於1993年投資近一百多萬，在台北市開設一間健身運動器材店，同時養成平時自主訓練的習慣，他與妻子郭美秀也是在此段時期結緣，雙方結婚後生下3女1男，在從政連任3屆市議員後，也曾鼓勵妻子挑戰競選仁正里里長。

## 選舉紀錄
| 年度 | 選舉屆數               | 選舉區               | 所屬政黨     | 得票數 | 得票率 | 當選標記   | 備註 |
| ---- | ---------------------- | -------------------- | ------------ | ------ | ------ | ---------- | ---- |
| 2002 | 第十五屆基隆市議員選舉 | 基隆市第四選舉區     | 親民黨       | 1,970  | 10.49% |            |      |
| 2005 | 第十六屆基隆市議員選舉 | 基隆市第四選舉區     | 親民黨       | 3,071  | 12.02% |            |      |
| 2009 | 第十七屆基隆市議員選舉 | 基隆市第四選舉區     | 中國國民黨   | 5,402  | 24.19% |            |      |
| 2014 | 第十八屆基隆市議員選舉 | 基隆市第四選舉區     | 中國國民黨   | 8,120  | 31.97% | 全市最高票 |      |
| 2016 | 第九屆立法委員選舉     | 基隆市立法委員選舉區 | 民國黨       | 19,045 | 10.03% |            |      |
| 2018 | 第十九屆基隆市議員選舉 | 基隆市第四選舉區     | 民國黨       | 5,711  | 22.86% |            |      |
| 2020 | 第十屆立法委員選舉     | 基隆市立法委員選舉區 | 國會政黨聯盟 | 18,942 | 8.61%  |            |      |

## 外部連結
- 楊石城的Facebook專頁
- 基隆心 - 楊石城服務Facebook專頁(現由其妻子郭美秀及其團隊維護) （页面存档备份，存于）
- 郭美秀的Facebok專頁